# Władysław Polok
Władysław Polok (ur. 27 marca 1939 w Cisownicy) – pastor adwentystyczny, publicysta, w latach 1988–2003 zwierzchnik Kościoła Adwentystów Dnia Siódmego w Polsce. 

## Życiorys
Uczył się w Liceum Ogólnokształcącym dla dorosłych w Bielsku-Białej (wybór szkoły podyktowany był tym, że nie było w niej zajęć w sobotę). W latach 1958–1959 uczył się w seminarium duchownym w Bielsku-Białej, w latach 1959–1964 studiował historię na Uniwersytecie Jagiellońskim. 1 września 1964 rozpoczął pracę w Kościele Adwentystów Dnia Siódmego, najpierw w Warszawie, potem w Poznaniu. Od jesieni 1966 pracował w seminarium duchownym w Podkowie Leśnej, jako wykładowca przedmiotów biblijnych i wychowawca, zaś w latach 1969–1976 pełnił funkcję dyrektora seminarium. Następnie był dyrektorem Korespondencyjnej Szkoły Biblijnej oraz pełnił funkcję pastora-seniora. Od 1982 roku pracował w zarządzie Kościoła Adwentystów Dnia Siódmego w Polsce, zaś w latach 1988–2003 był jego zwierzchnikiem. Jego następcą na tym stanowisku był Paweł Lazar.
Pełni funkcję Prorektora Wyższej Szkoły Teologiczno-Humanistycznej w Podkowie Leśnej. W czerwcu 2007 roku w Chrześcijańskiej Akademii Teologicznej w Warszawie obronił pracę doktorską poświęconą początkom adwentyzmu w Europie.
Jest autorem 10 książek i ok. 500 artykułów.

## Poglądy
Polok jest zdania, że ruch charyzmatyczny jest jednym z licznych zwiedzeń czasów końca inspirowanych przez duchy nieczyste. Pentekostalizm jest „sprytnie zakamuflowanym zwiedzeniem szatańskim, jest jednocześnie czynnikiem zespalającym wszystkie odstępcze systemy religijne, prowadząc je do ostatecznej walki z Bogiem i ludem wyznającym Jego prawdy”.

## Książki
- Bohaterowie wiary. Wyd. Znaki Czasu, Warszawa 1984, ss. 112. ISBN 83-00-00533-1
- Czterej jeźdźcy Apokalipsy 1990. ISBN 83-85182-05-5
- Daniel a współczesność, 1982
- Koniec świata czy koniec historii? 1999
- Miejsce Kościoła w świecie, 1993
- Opowiedz mi o Jezusie, 1989
- Proroctwa Daniela a współczesność, 1990
- Szkice z dziejów chrześcijaństwa, 1994